# Црква Светих апостола Петра и Павла у Аранђеловцу
Црква Светих апостола Петра и Павла у Аранђеловцу подигнута је 2004. године и припада Епархији шумадијској Српске православне цркве.